# Louis Stokes
Louis Stokes, född 23 februari 1925 i Cleveland i Ohio, död 18 augusti 2015 i Cleveland i Ohio, var en amerikansk demokratisk politiker. Han var ledamot av USA:s representanthus 1969–1999.
Stokes tjänstgjorde i USA:s armé 1943–1946, studerade först vid Western Reserve University och avlade därefter år 1953 juristexamen vid Cleveland–Marshall College of Law. Han var verksam som advokat i Cleveland. I kongressvalet 1968 blev han invald i representanthuset där han satt i trettio år.
I representanthuset gjorde sig Stokes känd för sina tuffa frågor i samband med undersökningar av olika skandaler som Abscam och Iran-Contras-affären. Redan innan dessa berömda fall var han ordförande för House Select Committee on Assassinations som undersökte mord på John F. Kennedy och Martin Luther King samt huruvida det hade förekommit konspirationer som de ursprungliga polisundersökningarna inte hade avslöjat. Stokes var bror till Carl Stokes som var borgmästare i Cleveland 1968–1971.